# Святополк-Четвертинский, Стефан
Князь Стефан Святополк-Четвертинский (ок. 1575—1655) — западнорусский магнат, военный и государственный деятель Речи Посполитой, хорунжий брацлавский (с 1621), подкоморий брацлавский (1625), полковник коронных войск. Участник восстановления православной иерархии в 1620 году, один из ведущих представителей украинской православной шляхты, каштелян-номинант черниговский. Представитель православно-консервативного лагеря западнорусских политиков того времени.

## Биография
Представитель волынского княжеского рода Святополк-Четвертинских. Старший сын пинского городничего, князя Яцека Святополк-Четвертинского и Екатерины Бокий.
Основатель младшей линии князей Святополк-Четвертинских на Новой Четвертне. Владелец городка Животовка, где держал гарнизон из 500 жолнеров.
Князь Стефан Четвертинский участвовал в боях против крымских татар, совершавших систематические набеги на украинские и польские земли. 20 февраля 1626 года во главе собственной дружины принял участие в разгроме татар под Галичем.
Друг гетмана Войска Запорожского Петра Сагайдачного. В 1621 году Стефан Святополк-Четвертинский участвовал в разгроме турецко-татарской армии в битве под Хотином. В том же году в награду получил должность хорунжего брацлавского, а в 1625 году — подкоморий брацлавский. Затем участвовал в польско-шведской войне (1626—1629).
25 февраля 1647 года князь Стефан Святополк-Четвертинский участвовал в избрании Сильвестра Коссова на должность митрополита Киевского и всея Руси.
Стефан Четвертинский вместе с сыновьями был командующим посполитого рушения Брацлавского воеводстве в правление Яна II Казимира. В 1648 году в начале национально-освободительной войны на Украине восставшие казаки казнили в Тульчине Януша, сына Стефана Четвертинского, разграбили и сожгли Животовку. Сам князь Стефан Святополк-Четвертинский укрылся в Владимирце.

## Собственность
Владелец Животовки, Томашполя, Китайгорода, Комаргородка и ряда сёл (совместно с князем Янушем Вишневецким), от Остафия Шашкевича получил имение Косница (1628), у Шклинского приобрел Владимирец на Волынском Полесье. Способствовал заселению «пустынь», около Батога и Батожка основал городок Четвертиновку.

## Семья и дети
1-я жена с 1607 года Анна Бокий (ум. 1612), дочь судьи луцкого Гавриила Бокия. Дети от первого брака:
- Князь Александр, погиб в бою со шведами под Кишпорком
- Князь Илья (1606—1640), ротмистр войска коронного
- Князь Николай (ум. 1659), каштелян минский

2-я жена с 1616 года Анна Микулинская (ум. 1638), благодаря женитьбе на которой приобрел имение Животовка. Дети от второго брака:
- Князь Януш (ум. 1648), женат на Софии Николаевне Чурило, убит казаками в Тульчине
- Княжна Петронелла, 1-й муж — староста щерчовский Адам Пшедбур Конецпольский (ок. 1610 — ок. 1647), 2-й муж — Ян Кашовский

3-я жена с 1639 года Екатерине Лесневская, вдова старосты каневского Иеронима Харленского. Дети от третьего брака:
- Князь Стефан (ок. 1640—1684), хорунжий волынский (1674), ротмистр королевский, затем монах-доминиканец под именем Юзеф Яцек